# 1966 au Manitoba
Chronologie du Manitoba
- 1962
- 1963
- 1964
- 1965
- 1966
- 1967
- 1968
- 1969
- 1970

Cette page concerne des événements d'actualité qui se sont produits durant l'année 1966 dans la province canadienne du Manitoba.

## Politique
- Premier ministre : Dufferin Roblin
- Chef de l'Opposition :
- Lieutenant-gouverneur : Richard S. Bowles
- Législature :

## Événements

Drapeau de la province du Manitoba

- 12 mai : Proclamation du Drapeau du Manitoba.

## Naissances
- 1er mars : Susan Auch, née à Winnipeg, est une patineuse de vitesse canadienne notamment deux fois médaillée d'argent olympique sur 500 mètres. Elle a également pratiqué le patinage de vitesse sur piste courte.